# Алла Пугачова
Алла Борисовна Пугачова (на руски: Алла Борисовна Пугачёва) е съветска и руска поп певица, композиторка и киноактриса.

## Биография
Алла Пугачова е родена на 15 април 1949 г. През 1969 г. завършва хорово дирижиране в музикалното училище „Иполитов-Иванов“ в Москва, а през 1981 г. – естрадна режисура в ГИТИС.
През 1966 – 1967 г. е включена в състава на агитационната бригада на младежкото радио. През 1967 г. започва работа като корепетитор в Държавното училище за цирково и поп изкуство.
В периода от 1971 до 1972 г. Пугачова е солистка на „Олег Лундстрен биг бенд“, а по-късно на „Веселите момчета“ (от 1973 г.).
През 1974 г. Пугачова печели трета награда на Всесъюзния конкурс за естрадни артисти. Истинско признание за певческия си талант Алла Пугачова получава на фестивала „Златният Орфей“ през 1975 г., когато получава Голямата награда с песента „Арлекино“ на Емил Димитров.
През втората половина на 70-те и началото на 80-те години Пугачова се превръща в най-голямата звезда на руската поп музика, а известността ѝ надхвърля границите на родината ѝ. Тя печели Голямата награда на фестивала в Сопот, Полша (1978 г.), златни плочи от Финландия и MIDEM в Кан, изнася рецитал в зала „Олимпия“ в Париж (1982 г.), има представяне на фестивала „Сан Ремо“ (Италия), участва в откриването на културния център на СССР във Виена, получава награда на Световния съвет за мир, участва в благотворителни концерти във Финландия и др.
Телевизията заснема и излъчва биографичните филми „Театърът на Алла Пугачова“ (1978 г.), „У Алла“ (1979 г.), „Монолози на певицата“ (1981 г.) и много други, включително и чуждестранни. Заедно с това Пугачова е автор, участник или водещ на десетки телевизионни и концертни програми. Нейните концерти са първите тип „шоу“ и се радват на голям публичен интерес. В родината си Пугачова е удостоена с много държавни отличия, включително и със званието „Народен артист“.
Алла Пугачова се изявява успешно като актриса и композитор. Участва във филмите „Жената, която пее“ (1977 г.), „Дойдох и говоря“ (1986 г.). В първия филм тя е и автор на музиката под псевдонима Борис Горбонос.
От първия си брак има дъщеря Кристина Орбакайте. Пугачова е омъжена от 1994 до 2005 г. за руската поп звезда Филип Киркоров (син на българин от арменски произход и рускиня). Въпреки проблемите, Пугачова продължава богатата си творческа кариера с нови проекти („Фабрика за звезди“).

## Дискография
- 1977 – „Зеркало души“
- 1979 – „Арлекино и другие“
- 1979 – „Поднимись над суетой!“
- 1980 – „То ли ещё будет...“
- 1982 – „Как тревожен этот путь“
- 1985 – „Ах, как хочется жить“
- 1985 – „Watch Out“ / „Алла Пугачёва в Стокгольме“
- 1986 – „...Счастья в личной жизни!“
- 1987 – „Пришла и говорю“
- 1988 – „Песни вместо писем“ (с Удо Линденбергер)
- 1990 – „Алла“
- 1995 – „Не делайте мне больно, господа“
- 1998 – „Да!“
- 2001 – „Речной трамвайчик“
- 2002 – „А был ли мальчик?“ (с Любаша)
- 2003 – „Живи спокойно, страна!“
- 2008 – „Приглашение на закат“

## Турнета и самостоятелни концерти
Самостоятелни концерти
- 1998 г. – „Избранное“
- 1985 г. – „Алла Пугачёва представляет...“
- 1988 – 2012 г. – „Рождественские встречи“
- 2009 г. – „Сны о любви“, Държавен кремълски дворец

Самостоятелно турне
- 1979 – 1980 г. – „Женщина, которая поёт“
- 1981 – 1983 г. – „Монологи певицы“
- 1984 – 1985 г. – „Пришла и говорю“
- 1992 – 1993 г. – „Поёт Алла Пугачёва“
- 1998 г. – „Да!“
- 1998 – 1999 г. – „Избранное“
- 2001 – 2007 – „Мы приехали“
- 2009 – 2010 – „Сны о любви“

Концерти зад граница: България, САЩ, Германия, Израел, Казахстан, Армения, Украйна, Канада и др.

## Музикални изяви

### Участия в концерти
- Песен на годината 1976 – изп. „На Тихорецкую“, „Мне нравится“, „По улице моей“, „У зеркала“, „Волшебник-недоучка“, „Очень хорошо“
- Песен на годината 1977 – изп. „Не отрекаются любя“, „Волшебник-недоучка“
- Песен на годината 1978 – изп. „Куда уходит детство“, „Песенка первоклассника“, „Женщина, которая поёт“
- Песен на годината 1979 – изп. „Что не может сделать атом“, „Поднимись над суетой“, „Эти летние дожди“, „Звёздное лето“
- Песен на годината 1981 – изп. „Песня на бис“, „Маэстро“
- Песен на годината 1982 – изп. „Старинные часы“
- Песен на годината 1983 – изп. „Миллион алых роз“, „Бумажный змей“, „А знаешь, всё ещё будет“ (дует с Кристина Орбакайте)
- Песен на годината 1984 – изп. „Расскажите, птицы“, „Айсберг“, „Без меня“
- Песен на годината 1985 – изп. „Делу время“, „Без меня“, „Паромщик“, „Годы мои“
- Песен на годината 1986 – изп. „Прости, поверь“, „Две звезды“ (дует с Владимир Кузьмин)
- Песен на годината 1993 – изп. „Осенний поцелуй“, „Россия“
- Песен ан годината 1994 – изп. „Любовь, похожая на сон“, „Песня остаётся с человеком“ (с всички страни)
- Песен на годината 1995 – изп. „Я тебя никому не отдам“, „Бессонница“, „Мэри“, „Песня остаётся с человеком“ (с всички страни)
- Песен на годината 1997 – изп. „А я в воду войду“, „Позови меня с собой“, „Песня остаётся с человеком“ (с всички страни)
- Песен на годината 2001 – изп. „Речной трамвайчик“ и „Будь или не будь“ (дует с Максим Галкин)
- Песен на годината 2005 – изп. „Спасибо, любовь“, „Сердце ледяное“, „Гадалка“ (дует с група „Штар“), „Любовь, как состояние“, „Звезда“
- Песен на годината 2006 – изп. „Здесь мы“, „Ресницы“, „Без меня“, „Холодно“ (дует с Филип Киркоров), „Приглашение на закат“
- Песен на годината 2007 – изп. „Одуванчик“, „Ты там, а я там“, „Волшебник-недоучка“, „Где-то далеко“, „Опять метель“ (дует с Кристина Орбакайте), „Дин-дон“
- Песен на годината 2008 – изп. „Зачем“, „Первое слово дороже второго“, „Прости, мальчишка“, „Громоотводы“ (дует с Максим Галкин), „Good bye“
- Концерт за деня на полицията 2015 – изп. „Война“
- Годишнина концерт на 45-годишнината на филма „Офицерите“ – изп. „Нас бьют, мы летаем“
- Песен на годината 2016 – изп. „Не звони“, „Под одним флагом“
- 21 годишни музикални награди „Златен грамофон“ – изп. „Копеечка“, „Под одним флагом“

### Участия в телевизионни и празнични музикални програми
- „Артист. Пилотният епизод“ – изп. „Поднимись над суетой“